# Excelsior Rotterdam in het seizoen 2023/24 (vrouwen)
Het seizoen 2023/2024 is het zevende jaar in het bestaan van de Rotterdamse vrouwenelftal van Excelsior. De club komt uit in de Eredivisie en in het toernooi om de KNVB Beker.

## Selectie en technische staf

### Selectie
| Nr.             | Nat.               | Naam                     | Competitie  | Competitie  | Beker       | Beker       | Totaal      | Totaal      | Seizoen bij Excelsior | Vorige club      | Contract     |             |             |             |             |             |             |
| Nr.             | Nat.               | Naam                     | W           | Goal        | W           | Goal        | W           | Goal        | Seizoen bij Excelsior | Vorige club      | Contract     |             |             |             |             |             |             |
| Doelvrouwen     | Doelvrouwen        | Doelvrouwen              | Doelvrouwen | Doelvrouwen | Doelvrouwen | Doelvrouwen | Doelvrouwen | Doelvrouwen | Doelvrouwen           | Doelvrouwen      | Doelvrouwen  | Doelvrouwen | Doelvrouwen | Doelvrouwen | Doelvrouwen | Doelvrouwen | Doelvrouwen |
| --------------- | ------------------ | ------------------------ | ----------- | ----------- | ----------- | ----------- | ----------- | ----------- | --------------------- | ---------------- | ------------ | ----------- | ----------- | ----------- | ----------- | ----------- | ----------- |
| 1               | Vlag van Nederland | Isa Pothof               | 22          | 0           | 3           | 0           | 25          | 0           | 4e                    | AFC Ajax         | 30 juni 2024 |             |             |             |             |             |             |
| 20              | Vlag van Nederland | Nikki de Haan            | 0           | 0           | 0           | 0           | 0           | 0           | 2e                    | Jeugd            | 30 juni 2024 |             |             |             |             |             |             |
| 21              | Vlag van Nederland | Floor Oussoren           | 0           | 0           | 0           | 0           | 0           | 0           | 1e                    | Telstar          | 30 juni 2024 |             |             |             |             |             |             |
| Verdedigsters   |                    |                          |             |             |             |             |             |             |                       |                  |              |             |             |             |             |             |             |
| 2               | Vlag van Nederland | Lieke de With            | 2           | 0           | 0           | 0           | 2           | 0           | 2e                    | Jeugd            | 30 juni 2024 |             |             |             |             |             |             |
| 3               | Vlag van Nederland | Rachel Kleine            | 16          | 1           | 2           | 0           | 18          | 1           | 3e                    | Jeugd            | 30 juni 2024 |             |             |             |             |             |             |
| 4               | Vlag van Nederland | Yara Helderman           | 18          | 1           | 3           | 0           | 21          | 1           | 2e                    | Feyenoord        | 30 juni 2025 |             |             |             |             |             |             |
| 5               | Vlag van Nederland | Yentl van Goch           | 20          | 0           | 3           | 0           | 23          | 0           | 3e                    | Sparta Rotterdam | 30 juni 2025 |             |             |             |             |             |             |
| 12              | Vlag van Nederland | Jikke de Raaff           | 17          | 0           | 2           | 0           | 19          | 0           | 1e                    | PSV              | 30 juni 2025 |             |             |             |             |             |             |
| 15              | Vlag van Nederland | Fleur Mol                | 9           | 0           | 1           | 0           | 10          | 0           | 2e                    | Sparta Rotterdam | 30 juni 2024 |             |             |             |             |             |             |
| 18              | Vlag van Nederland | Kimberley Smit           | 22          | 2           | 3           | 1           | 25          | 3           | 2e                    | Sparta Rotterdam | 30 juni 2024 |             |             |             |             |             |             |
| 23              | Vlag van Nederland | Robine de Ridder         | 20          | 1           | 3           | 0           | 23          | 1           | 1e                    | Feyenoord        | 30 juni 2025 |             |             |             |             |             |             |
| 27              | Vlag van Tunesië   | Kamar Lamouz             | 0           | 0           | 0           | 0           | 0           | 0           | 1e                    | Jeugd            | Contractloos |             |             |             |             |             |             |
| 28              | Vlag van Nederland | Yasmine de Jong          | 0           | 0           | 0           | 0           | 0           | 0           | 1e                    | Jeugd            | 30 juni 2025 |             |             |             |             |             |             |
| 30              | Vlag van Nederland | Manoah van Houwelingen   | 0           | 0           | 0           | 0           | 0           | 0           | 1e                    | Jeugd            | 30 juni 2025 |             |             |             |             |             |             |
| Middenveldsters |                    |                          |             |             |             |             |             |             |                       |                  |              |             |             |             |             |             |             |
| 6               | Vlag van Nederland | Lynn Groenewegen         | 22          | 4           | 3           | 1           | 25          | 5           | 2e                    | Jeugd            | 30 juni 2025 |             |             |             |             |             |             |
| 8               | Vlag van Nederland | Kim Hendriks             | 9           | 0           | 0           | 0           | 9           | 0           | 5e                    | Feyenoord        | 30 juni 2024 |             |             |             |             |             |             |
| 10              | Vlag van Nederland | Katelyn Hendriks         | 22          | 0           | 3           | 4           | 25          | 4           | 3e                    | Jeugd            | 30 juni 2025 |             |             |             |             |             |             |
| 14              | Vlag van Nederland | Lieve van Vliet          | 17          | 0           | 3           | 0           | 20          | 0           | 3e                    | Sparta Rotterdam | 30 juni 2024 |             |             |             |             |             |             |
| 22              | Vlag van Nederland | Suus de Blij             | 0           | 0           | 0           | 0           | 0           | 0           | 1e                    | Jeugd            | Contractloos |             |             |             |             |             |             |
| 24              | Vlag van Nederland | Stephanie Coelho Aurélio | 8           | 0           | 0           | 0           | 8           | 0           | 4e                    | Jeugd            | 30 juni 2024 |             |             |             |             |             |             |
| Aanvalsters     |                    |                          |             |             |             |             |             |             |                       |                  |              |             |             |             |             |             |             |
| 7               | Vlag van Nederland | Dana Breewel             | 22          | 3           | 3           | 2           | 25          | 5           | 2e                    | VV Alkmaar       | 30 juni 2025 |             |             |             |             |             |             |
| 9               | Vlag van Tunesië   | Sabrine Ellouzi          | 22          | 6           | 3           | 0           | 25          | 6           | 2e                    | Feyenoord        | 30 juni 2025 |             |             |             |             |             |             |
| 11              | Vlag van Nederland | Wendy Balfoort           | 6           | 0           | 1           | 0           | 7           | 0           | 1e                    | ADO Den Haag     | 30 juni 2024 |             |             |             |             |             |             |
| 16              | Vlag van Aruba     | Bonny Lammers            | 12          | 0           | 1           | 0           | 13          | 0           | 1e                    | Sparta Rotterdam | 30 juni 2024 |             |             |             |             |             |             |
| 17              | Vlag van Nederland | Estelle Pereira          | 2           | 0           | 0           | 0           | 2           | 0           | 1e                    | Sparta Rotterdam | 30 juni 2025 |             |             |             |             |             |             |
| 19              | Vlag van Nederland | Veerle van Spijk         | 19          | 0           | 3           | 0           | 22          | 0           | 1e                    | Sparta Rotterdam | 30 juni 2025 |             |             |             |             |             |             |
| 22              | Vlag van Nederland | Chelsea Homan            | 13          | 1           | 1           | 1           | 14          | 2           | 1e                    | Jeugd            | 30 juni 2025 |             |             |             |             |             |             |
| Nr.             | Nat.               | Naam                     | W           | Goal        | W           | Goal        | W           | Goal        | Seizoen bij Excelsior | Vorige club      | Contract     |             |             |             |             |             |             |
| Nr.             | Nat.               | Naam                     | Competitie  | Competitie  | Beker       | Beker       | Totaal      | Totaal      | Seizoen bij Excelsior | Vorige club      | Contract     |             |             |             |             |             |             |

### Legenda
| # | Reden                                          |
| - | ---------------------------------------------- |
|   | Heeft de club in het lopende seizoen verlaten. |

### Technische staf
| Naam         | Functie      |
| ------------ | ------------ |
| Richard Mank | Hoofdtrainer |

## Transfers

### Zomer

#### Aangetrokken 2023/24
| Nat.               | Naam             | Van              | Contract     | Bijzonderheden |
| ------------------ | ---------------- | ---------------- | ------------ | -------------- |
| Vlag van Nederland | Wendy Balfoort   | ADO Den Haag     | 30 juni 2024 |                |
| Vlag van Tunesië   | Sabrine Ellouzi  | Feyenoord        | 30 juni 2024 |                |
| Vlag van Nederland | Kim Hendriks     | Feyenoord        | 30 juni 2024 |                |
| Vlag van Nederland | Bonny Lammers    | Sparta Rotterdam | 30 juni 2024 |                |
| Vlag van Nederland | Floor Oussoren   | Telstar          | 30 juni 2024 |                |
| Vlag van Nederland | Jikke de Raaff   | Jong PSV         | 30 juni 2024 |                |
| Vlag van Nederland | Robine de Ridder | Feyenoord        | 30 juni 2024 |                |
| Vlag van Nederland | Kimberley Smit   | RSC Anderlecht   | 30 juni 2024 |                |
| Vlag van Nederland | Veerle van Spijk | Sparta Rotterdam | 30 juni 2024 |                |

#### Vertrokken 2023/24
| Nat.               | Naam              | Naar                              | Bijzonderheden |
| ------------------ | ----------------- | --------------------------------- | -------------- |
| Vlag van Irak      | Nur Al Jawahiri   | Sparta Rotterdam                  |                |
| Vlag van Nederland | Rachelle Ardon    | Onbekend                          |                |
| Vlag van Nederland | Anne Bhagerath    | FC Lustenau 07 / FC Dornbirn 1913 |                |
| Vlag van Nederland | Iris van Bokhoven | Onbekend                          |                |
| Vlag van Nederland | Akke van den Born | Onbekend                          |                |
| Vlag van Aruba     | Aïsse Gumbs       | Club Brugge                       |                |
| Vlag van Nederland | Lot Hemminga      | Ter Leede                         |                |
| Vlag van Nederland | Jackie Huijsing   | Sparta Rotterdam                  |                |
| Vlag van Nederland | Lieke Huijsmans   |                                   | Gestopt        |
| Vlag van Nederland | Roos Hop          |                                   | Gestopt        |
| Vlag van Nederland | Yasmine de Jong   | Onbekend                          |                |
| Vlag van Nederland | Lotje de Keijzer  | FC Utrecht                        |                |
| Vlag van Suriname  | Naomi Piqué       | PSV                               |                |
| Vlag van Nederland | Nikki Ridder      | Telstar                           |                |
| Vlag van Nederland | Britt Udink       | PEC Zwolle                        |                |
| Vlag van Nederland | Angela Versluis   |                                   | Gestopt        |

### Winter

#### Aangetrokken 2023/24
| Nat. | Naam | Van | Bijzonderheden |
| ---- | ---- | --- | -------------- |
|      |      |     |                |

#### Vertrokken 2023/24
| Nat. | Naam | Van | Bijzonderheden |
| ---- | ---- | --- | -------------- |
|      |      |     |                |

## Wedstrijdstatistieken

### Oefenwedstrijden
| Oefenwedstrijd 1                                                                     | Excelsior Rotterdam                                      | Onbekend         | Jodan Boys JO17                                        | Opstelling Excelsior |
| 5 juli 2023 Aanvangstijd: 19.30 uur Plaats: Onbekend                                 |                                                          |                  |                                                        | Onbekend |
| Oefenwedstrijd 2                                                                     | Excelsior Rotterdam                                      | 2 – 3 (1 - 2)    | SV Zulte Waregem                                       | Opstelling Excelsior |
| 5 augustus 2023 Aanvangstijd: Plaats: Krimpen aan de IJssel Sportpark Waalplantsoen  | Veerle van Spijk 4' Lynn Groenewegen 73'                 | Wedstrijdverslag | 21' Luisa Blumenthal 26' Stéphanie Gbogou Jill Stevens | Eerste helft: De Haan, Mol, Helderman, Kleine, de With, van Vliet, Aurélio, Hendriks, Van Spijk, Lammers, Gumbs Tweede helft: Pothof, Van Goch, Smit, De Ridder, De Raaff, Hendriks, Groenewegen, Homan, Laamouz, Ellouzi, Breewel |
| Oefenwedstrijd 3                                                                     | AZ                                                       | 0 – 2            | Excelsior Rotterdam                                    | Opstelling Excelsior |
| 12 augustus 2023 Aanvangstijd: Plaats: Alkmaar AFAS Trainingscomplex                 |                                                          | Wedstrijdverslag | Sabrine Ellouzi 84' Wendy Balfoort                     | Pothof ( 60' Oussoren), van Goch, Smit, De Ridder ( 60' Kleine, De Raaff ( 60' de With), Hendriks, ( 60' (Van Vliet), Groenewegen ( 60' Aurélio), Homan ( 46' Lammers), van Spijk ( 46' Gumbs), Ellouzi, Breewel ( 70' Balfoort)   |
| Oefenwedstrijd 4                                                                     | Excelsior Rotterdam                                      | 1 – 2            | PEC Zwolle                                             | Opstelling Excelsior |
| 16 augustus 2023 Aanvangstijd: Plaats: Hattem                                        | Onbekend                                                 |                  | Onbekend                                               | Oussoren, De With, Kleine, van Goch, Breewel, Hendriks, Van Vliet, Lammers, Gumbs, De Ridder, Aurelio |
| Oefenwedstrijd 5                                                                     | Excelsior Rotterdam                                      | 2 – 1 (0 - 0)    | Oud-Heverlee Leuven                                    | Opstelling Excelsior |
| 19 augustus 2023 Aanvangstijd: Plaats: Krimpen aan de IJssel Sportpark Waalplantsoen | Chelsea Homan Robine de Ridder                           | Wedstrijdverslag | 77' Onbekend                                           | Pothof, Mol ( 46' Van Goch), Smit, De Ridder, Aurélio, Van Vliet ( 46' Ki. Hendriks), Groenewegen, Ellouzi, Ka. Hendriks ( 46' Lammers), Homan ( 73' Kleine), Van Spijk ( 46' Breewel)                                             |
| Oefenwedstrijd 6                                                                     | Excelsior Rotterdam                                      | 0 – 0 (0 - 0)    | SV Saestum                                             | Opstelling Excelsior |
| 25 augustus 2023 Aanvangstijd: Plaats: Krimpen aan de IJssel Sportpark Waalplantsoen |                                                          | Wedstrijdverslag |                                                        | Pothof, van Goch, Smit ( 59' Kleine), De Ridder, De Raaff, Groenewegen, Van Vliet ( 66' Homan), Ki. Hendriks, Lammers ( 59' Balfoort), Ellouzi, Breewel ( 66' Ka. Hendriks)                                                        |
| Oefenwedstrijd 7                                                                     | Excelsior Rotterdam                                      | 0 – 2            | Feyenoord                                              | Opstelling Excelsior |
| 29 augustus 2023 Aanvangstijd: Plaats: Krimpen aan de IJssel Sportpark Waalplantsoen |                                                          | Wedstrijdverslag | 51' Djennah Cherif 81' Maxime Bennink                  | Pothof, Van Goch, Kimberley Smit, De Ridder, De Raaff ( 60' Aurélio), Ki. Hendriks ( 60' van Vliet), Groenewegen, Ellouzi, Lammers ( 68' Ka. Hendriks), Homan ( 72' Kleine), Breewel ( 72' Balfoort)                               |
| Oefenwedstrijd 8                                                                     | Telstar                                                  | 4 – 2            | Excelsior Rotterdam                                    | Opstelling Excelsior |
| 1 september 2023 Aanvangstijd: Plaats: Haarlem Sportcomplex Pim Muller               | Lieke Vis 17', 55' Isa Gomez 71' Jannette van Belen 81'  | Wedstrijdverslag | 20' Kimberley Smit 25' Sabrine Ellouzi                 | De Haan ( 46' Oussoren), van Goch ( 64' Mol), Smit, de Ridder ( 64' Kleine), De Raaff ( 64' de With), Ki. Hendriks ( 64' Van Vliet), Groenewegen, Ellouzi, Lammers ( 64' Ka. Hendriks), Homan ( 64' Balfoort), Breewel             |
| Oefenwedstrijd 9                                                                     | ADO Den Haag                                             | 3 – 1 (1 – 1)    | Excelsior Rotterdam                                    | Opstelling Excelsior |
| 28 oktober 2023 Aanvangstijd: Onbekend Plaats: Rijswijk Sportpark Prins Irene        | Lakeesha Eijken Iris Remmers Nikki IJzerman              | Wedstrijdverslag | e.d.' Nicole Stoop                                     | Onbekend |
| Oefenwedstrijd 10                                                                    | PEC Zwolle                                               | 3 – 1            | Excelsior Rotterdam                                    | Opstelling Excelsior |
| 6 januari 2024 Aanvangstijd: Onbekend Plaats: Goch                                   | Dana Breewel Bonny Lammers Yentl van Goch                |                  | Onbekend                                               | |
| Oefenwedstrijd 11                                                                    | ADO Den Haag                                             | 3 – 1 (1 – 0)    | Excelsior Rotterdam                                    | Opstelling Excelsior |
| 9 april 2024 Aanvangstijd: 16:00 uur Plaats: Rijswijk Sportpark Prinses Irene        | Ilham Abali 11' Lysanne van der Wal 77' Wiëlle Douma 84' |                  | Wendy Balfoort                                         | Onbekend |

### Eredivisie
|       | ADO Den Haag | Ajax  | AZ Alkmaar | Feyenoord | Fortuna Sittard | sc Heerenveen | PEC Zwolle | PSV   | Telstar | FC Twente | FC Utrecht |
| ----- | ------------ | ----- | ---------- | --------- | --------------- | ------------- | ---------- | ----- | ------- | --------- | ---------- |
| Thuis | 0 – 1        | 1 – 3 | 1 – 2      | 1 – 0     | 2 – 4           | 2 – 1         | 1 – 1      | 1 – 1 | 2 – 2   | 0 – 2     | 1 – 4      |
| Uit   | 3 – 0        | 6 – 1 | 1 – 1      | 2 – 1     | 5 – 0           | 1 – 0         | 3 – 1      | 3 – 1 | 1 – 1   | 5 – 2     | 2 – 0      |

| Speelronde 1                                                                                   | AZ | 1 – 1 (0 – 0)    | Excelsior Rotterdam                                                                                     | Opstelling Excelsior |
| 8 september 2023 Aanvangstijd: 19.30 uur Plaats: Wijdewormer AFAS Trainingscomplex             | Ginia Caprino 77' Floor Spaan 80' Maudy Stoop 85'                                                                        | Wedstrijdverslag | 90+6' (e.d.) Femke Liefting                                                                             | Pothof, De Raaff, Homan ( 70' Balfoort), Smit, Van Goch, Groenewegen, Ki. Hendriks ( 46' Van Vliet), Breewel ( 46' Ka. Hendriks), Ellouzi, Lammers ( 79' Kleine), Ridder                         |
| Speelronde 2                                                                                   | Excelsior Rotterdam | 1 – 3 (1 – 2)    | AFC Ajax                                                                                                | Opstelling Excelsior Rotterdam |
| 15 september 2023 Aanvangstijd: 19.30 uur Plaats: Rotterdam Van Donge & De Roo Stadion         | Dana Breewel 45' Sabrine Ellouzi 90+7' Yentl van Goch 90+7'                                                              | Wedstrijdverslag | 11', 17', 90+6' Romée Leuchter                                                                          | Pothof, De Raaff ( 70' Kleine), De Ridder, Smit, Van Goch, Groenewegen, Ki. Hendriks ( 64' Ka. Hendriks), Van Vliet ( 70' Balfoort), Breewel ( 85' Van Spijk, Ellouzi, Lammers ( 79' Aurélio)    |
| Speelronde 3                                                                                   | Fortuna Sittard | 5 – 0 (2 – 0)    | Excelsior Rotterdam                                                                                     | Opstelling Excelsior |
| 1 oktober 2023 Aanvangstijd: 12.15 uur Plaats: Sittard Fortuna Sittard Stadion                 | Feli Delacauw 31' Alieke Tuin 34' Chandra Davidson 47' Hanna Huizenga 58' Jarne Teulings 59'                             | Wedstrijdverslag | | Pothof, Van Goch ( 59' Mol), Smit, De Ridder, De Raaff, Van Vliet ( 46' Aurélio), Groenewegen, Ki. Hendriks ( 46' Homan), Ka. Hendriks ( 69' Lammers), Ellouzi, Breewel ( 82' Van Spijk)         |
| Speelronde 3                                                                                   | Excelsior Rotterdam | 0 – 2 (0 – 0)    | FC Twente                                                                                               | Opstelling Excelsior |
| 6 oktober 2023 Aanvangstijd: 19.30 uur Plaats: Rotterdam Van Donge & De Roo Stadion            | | Wedstrijdverslag | 55' Sophie te Brake 79' (e.d.) Lynn Groenewegen                                                         | Pothof, Helderman, Smit, De Ridder, Van Goch, Van Vliet ( 69' Aurélio), Groenewegen, Mol ( 89' Ki. Hendriks), Ka. Hendriks ( 75' Van Spijk), Ellouzi ( 89' Homan), Breewel ( 75' Balfoort)       |
| Speelronde 5                                                                                   | Excelsior Rotterdam | 1 – 0 (1 – 0)    | Feyenoord                                                                                               | Opstelling Excelsior |
| 15 oktober 2023 Aanvangstijd: 12.15 uur Plaats: Rotterdam Van Donge & De Roo Stadion           | Robine de Ridder 25' Rachel Kleine 44' Yara Helderman 73'                                                                | Wedstrijdverslag | | Pothof, Kleine ( 46' De Raaff), Helderman, Smit, de Ridder, van Goch, Groenewegen, Ki. Hendriks ( 64' Aurélio), Ka. Hendriks ( 85' Van Spijk), Breewel ( 64' Lammers), Ellouzi                   |
| Speelronde 6                                                                                   | Telstar | 1 – 1 (0 – 0)    | Excelsior                                                                                               | Opstelling Excelsior |
| 20 oktober 2023 Aanvangstijd: 19.30 uur Plaats: Velsen-Zuid 711 Stadion                        | Chinatsu Kira 56' Jannette van Belen 67' Samya Hassani 90+1'                                                             | Wedstrijdverslag | 50' Stephanie Coelho Aurélio 59' Sabrine Ellouzi 67' Isa Pothof 67' Yara Helderman                      | Pothof, De Raaff ( 76' Mol), Helderman, Smit, de Ridder, Van Goch, Groenewegen, Ki. Hendriks ( 46' Aurélio), Ka. Hendriks ( 46' Homan), Breewel ( 76' Kleine), Ellouzi ( 86' Balfoort)           |
| Speelronde 7                                                                                   | Excelsior | 1 – 1 (0 – 0)    | PSV | Opstelling Excelsior |
| 5 november 2023 Aanvangstijd: 14.30 uur Plaats: Rotterdam Van Donge & De Roo Stadion           | Kimberley Smit 85' Rachel Kleine 90+2'                                                                                   | Wedstrijdverslag | 83' Nina Nijstad 90+7' Chimera Ripa                                                                     | Pothof, De Raaff, Helderman, Smit, de Ridder, Van Goch, Ka. Hendriks ( 88' Kleine), Groenewegen, Van Vliet ( 81' Van Spijk), Breewel ( 77' Homan), Ellouzi                                       |
| Speelronde 8                                                                                   | FC Utrecht | 2 – 0 (0 – 0)    | Excelsior Rotterdam                                                                                     | Opstelling Excelsior |
| 10 november 2023 Aanvangstijd: 19.30 uur Plaats: Utrecht Sportcomplex Zoudenbalch              | Liza van der Most 42' Lotje de Keijzer 83' Gera op den Kelder 90+3' Eshly Bakker 90+5'                                   | Wedstrijdverslag | 16' Robine de Ridder                                                                                    | Pothof, De Raaff ( 68' Homan), Helderman, Smit, de Ridder, Van Goch, Ka. Hendriks ( 68' Van Spijk), Groenewegen, Van Vliet ( 88' Lammers), Breewel, Ellouzi                                      |
| Speelronde 9                                                                                   | Excelsior Rotterdam | 1 – 1 (1 – 0)    | PEC Zwolle                                                                                              | Opstelling Excelsior |
| 17 november 2023 Aanvangstijd: 19.30 uur Plaats: Krimpen aan de IJssel Sportpark Waalplantsoen | Sabrine Ellouzi 2' | Wedstrijdverslag | 79' Tara te Wierik                                                                                      | Pothof, De Raaff ( 72' Balfoort), De Ridder, Helderman, Smit, Van Goch, Ka. Hendriks, Groenewegen, Van Vliet ( 80' Kleine), Breewel, Ellouzi                                                     |
| Speelronde 10                                                                                  | ADO Den Haag | 3 – 0 (1 – 0)    | Excelsior                                                                                               | Opstelling Excelsior |
| 24 november 2023 Aanvangstijd: 19.30 uur Plaats: Den Haag Bingoal Stadion                      | Lobke Loonen 45+1' (pen.) Nikki IJzerman 53' Manon van Raay 74'                                                          | Wedstrijdverslag | 79' Yentl van Goch                                                                                      | Pothof, De Raaff ( 67' Lammers), De Ridder, Helderman, Smit, Van Goch, Ka. Hendriks, Groenewegen, Van Vliet ( 67' Van Spijk), Breewel, Ellouzi                                                   |
| Speelronde 11                                                                                  | Excelsior Rotterdam | 2 – 1 (0 – 1)    | Sc Heerenveen                                                                                           | Opstelling Excelsior |
| 10 december 2023 Aanvangstijd: 12.15 uur Plaats: Krimpen aan de IJssel Sportpark Waalplantsoen | Lieve van Vliet 25' Sabrine Ellouzi 71' Lynn Groenewegen 78'                                                             | Wedstrijdverslag | 29' Janneke Ennema 69' Iris Teijema 73' Tara Kommer                                                     | Pothof, Van Spijk, Helderman, De Ridder ( 46' Ka. Hendriks), Smit, Van Goch, Ki. Hendriks ( 46' De Raaff), Groenewegen, Van Vliet ( 36' Kleine), Ellouzi ( 84' Pereira), Breewel ( 87' Balfoort) |
| Speelronde 12                                                                                  | AFC Ajax | 6 – 1 (4 – 0)    | Excelsior Rotterdam                                                                                     | Opstelling Excelsior |
| 20 januari 2024 Aanvangstijd: 16.30 uur Plaats: Amsterdam Sportpark De Toekomst                | Sherida Spitse 13' Chasity Grant 14', 58' Bente Jansen 38' Lily Yohannes 41' Danique Tolhoek 87'                         | Wedstrijdverslag | 47' Kimberley Smit                                                                                      | Pothof, Van Goch, Helderman, Smit, Kleine ( 46' De Ridder), De Raaff, Van Spijk ( 46' Aurélio), Groenewegen, Van Vliet ( 46' Ka. Hendriks), Ellouzi, Breewel                                     |
| Speelronde 13                                                                                  | Excelsior | 1 – 2 (0 – 1)    | AZ | Opstelling Excelsior |
| 28 januari 2024 Aanvangstijd: 16.45 uur Plaats: Krimpen aan de IJssel Sportpark Waalplantsoen  | Kimberley Smit 82' | Wedstrijdverslag | 6' Desiree van Lunteren 33' Camie Mol 62' Romaissa Boukakar 90+1' Robin Blom 90+1' Isa Colin            | Pothof, Van Goch ( 82' Kleine), Smit, Groenewegen, De Ridder, De Raaff, Van Spijk ( 71' Lammers), Van Vliet ( 71' Mol), Ka. Hendriks, Ellouzi, Breewel                                           |
| Speelronde 14                                                                                  | FC Twente | 5 – 2 (4 – 0)    | Excelsior                                                                                               | Opstelling Excelsior |
| 4 februuari 2024 Aanvangstijd: 12.15 uur Plaats: Enschede Sportpark Schreurserve               | Taylor Ziemer 5' Wieke Kaptein 15' Danique van Ginkel 25' Kim Everaerts 33' Danique van Ginkel 38' Eva Oude Elberink 59' | Wedstrijdverslag | 55' Sabrine Ellouzi 90+4' Lynn Groenewegen                                                              | Pothof, Van Goch, Smit, Helderman ( 79' Kleine), De Ridder, De Raaff, Van Spijk, Groenewegen, Ka. Hendriks, Ellouzi ( 79' Lammers), Breewel                                                      |
| Speelronde 15                                                                                  | Excelsior | 2 – 2 (2 – 2)    | Telstar                                                                                                 | Opstelling Excelsior |
| 11 februari 2024 Aanvangstijd: 14.30 uur Plaats: Rotterdam Van Donge & De Roo Stadion          | Lynn Groenewegen 17' Yara Helderman 27'                                                                                  | Wedstrijdverslag | 6' Samya Hassani 14' Carolina Wolters 90+2' Isa Gomez                                                   | Pothof, Van Goch, Smit, Helderman, De Ridder, De Raaff, Van Spijk, Groenewegen, Ka. Hendriks ( 77' Homan), Ellouzi, Breewel                                                                      |
| Speelronde 16                                                                                  | Feyenoord | 2 – 1 (1 – 0)    | Excelsior                                                                                               | Opstelling Excelsior |
| 2 maart 2024 Aanvangstijd: 16.30 uur Plaats: Rotterdam Sportcomplex Varkenoord                 | Jada Conijnenberg 9' Romée van de Lavoir 60' Noëlle van der Sluijs 78'                                                   | Wedstrijdverslag | 60' Sabrine Ellouzi 84' Robine de Ridder 90' Rachel Kleine                                              | Pothof, Van Goch, Smit, Helderman ( 88' Van Vliet), Smit, De Raaff, Van Spijk, Groenewegen, Ka. Hendriks ( 76' De Ridder), Homan ( 46' Ellouzi), Breewel                                         |
| Speelronde 17                                                                                  | sc Heerenveen | 1 – 0 (0 – 0)    | Excelsior                                                                                               | Opstelling Excelsior |
| 9 maart 2024 Aanvangstijd: 16.30 uur Plaats: Heerenveen Sportpark Skoatterwald                 | Janneke Ennema 55' Jet van Beijeren 73'                                                                                  | Wedstrijdverslag | 53' Sabrine Ellouzi 70' Rachel Kleine                                                                   | Pothof, De Raaff, De Ridder, Kleine, Smit, Van Goch, Hendriks ( 63' Lammers), Groenewegen, Van Vliet, Breewel ( 46' Van Spijk), Ellouzi ( 85' Helderman)                                         |
| Speelronde 18                                                                                  | Excelsior | 1 – 4 (1 – 2)    | FC Utrecht                                                                                              | Opstelling Excelsior |
| 24 maart 2024 Aanvangstijd: 16.45 uur Plaats: Rotterdam Van Donge & De Roo Stadion             | Sabrine Ellouzi 44' Fleur Mol 63' Rachel Kleine 77'                                                                      | Wedstrijdverslag | 23' Sam de Jong 29' (pen.) Eshly Bakker 68' Nurija van Schoonhoven 70' Tami Groenendijk 87' Lena Mahieu | Pothof, Van Goch, Helderman, De Ridder, Smit, Groenewegen, Van Spijk, Van Vliet ( 46' Breewel), Lammers ( 46' Kleine), Ellouzi ( 46' Mol), Ka. Hendriks                                          |
| Speelronde 19                                                                                  | PEC Zwolle | 3 – 1 (1 – 1)    | Excelsior                                                                                               | Opstelling Excelsior |
| 30 maart 2024 Aanvangstijd: 16.30 uur Plaats: Berkum Sportpark Be Quick '28                    | Bo van Egmond 6', 50' Evi Maatman 89'                                                                                    | Wedstrijdverslag | 39' Lynn Groenewegen                                                                                    | Pothof, Van Goch, Helderman, De Ridder ( 77' Aurélio), Smit, Mol ( 60' Breewel), Groenewegen, Van Spijk, Ka. Hendriks, Ellouzi ( 77' Ki. Hendriks), Lammers ( 60' Homan)                         |
| Speelronde 20                                                                                  | Excelsior | 2 – 4 (1 – 0)    | Fortuna Sittard                                                                                         | Opstelling Excelsior |
| 21 april 2024 Aanvangstijd: 12.15 uur Plaats: Rotterdam Van Donge & De Roo Stadion             | Dana Breewel 19' Chelsea Homan 90+5'                                                                                     | Wedstrijdverslag | 53', 61' Hanna Huizenga 73', 90+4' Tessa Wullaert                                                       | Pothof, Helderman, De Ridder ( 77' De With), Kleine ( 82' Aurélio), Smit, Van Goch, Van Spijk ( 77' Mol), Groenewegen, Van Vliet ( 77' Ki. Hendriks), Breewel ( 82' Homan), Ellouzi              |
| Speelronde 21                                                                                  | Excelsior | 0 – 1 (0 – 1)    | ADO Den Haag                                                                                            | Opstelling Excelsior |
| 1 mei 2024 Aanvangstijd: 18.45 uur Plaats: Rotterdam Van Donge & De Roo Stadion                | Yara Helderman 86' | Wedstrijdverslag | 4' Nikki IJzerman                                                                                       | Pothof, Homan ( 64' Van Vliet), Mol ( 77' De With), Helderman, De Ridder ( 64' Kleine), Smit, Ka. Hendriks, Groenewegen ( 77' Pereira), Van Spijk, Breewel, Ellouzi                              |
| Speelronde 22                                                                                  | PSV | 3 – 1 (0 – 1)    | Excelsior                                                                                               | Opstelling Excelsior |
| 11 mei 2024 Aanvangstijd: 16.30 uur Plaats: Eindhoven PSV Campus De Herdgang                   | Melanie Bross 59' Veerle van Spijk 90+3' (e.d.) Chimera Ripa 90+4'                                                       | Wedstrijdverslag | 5' Dana Breewel 41' Chelsea Homan 76' Rachel Kleine 76' Yara Helderman                                  | Pothoff, Kleine, Helderman, Smit, Mol ( 64' Van Vliet), Breewel, Groenewegen, Van Spijk, Ka. Hendriks ( 86' De Raaff), Homan, Ellouzi                                                            |

### KNVB Beker
| Achtste Finales                                                                    | SV Saestum VR2                                      | 4 – 7 (3 – 5)    | Excelsior                                                                                                 | Opstelling Excelsior |
| 17 februari 2024 Aanvangstijd: 14:00 uur Plaats: Zeist Sportpark Saestum           | Fleur Zwama 22', 45+1', 55' Lisa van der Linden 30' | Wedstrijdverslag | 4', 36' Katelyn Hendriks 6', 27' Dana Breewel 38' Lynn Groenewegen 82' Chelsea Homan 90+4' Kimberley Smit | Pothof, Van Goch, Smit, Helderman, De Ridder ( 63' Kleine), De Raaff, Van Spijk ( 82' Van Vliet), Ka. Hendriks, Groenewegen, Ellouzi, Breewel ( 63' Homan)                |
| Kwartfinale                                                                        | Excelsior                                           | 2 – 0 (0 – 0)    | sc Heerenveen                                                                                             | Opstelling Excelsior |
| 17 maart 2024 Aanvangstijd: 16:45 uur Plaats: Rotterdam Van Donge & De Roo Stadion | Katelyn Hendriks 46', 71'                           | Wedstrijdverslag | | Pothof, Van Goch, Helderman, De Ridder, Smit, Groenewegen, Van Spijk, Ka. Hendriks ( 89' Balfoort), Van Vliet ( 82' De Raaff), Ellouzi ( 71' Breewel), Lammers ( 71' Mol) |
| Halve finale                                                                       | Excelsior                                           | 0 – 5 (0 – 1)    | Fortuna Sittard                                                                                           | Opstelling Excelsior |
| 17 april 2024 Aanvangstijd: 19:30 Plaats: Rotterdam Van Donge & De Roo Stadion     | Kimberley Smit 22' Yentl van Goch 68'               | Wedstrijdverslag | 6', 61' Tessa Wullaert 68' Amber van Heeswijk 76', 86', 90+3' María Ólafsdóttir Grós                      | Pothof, Helderman, De Ridder, Kleine, Smit, Van Goch, Van Spijk, Groenewegen, Van Vliet, Breewel ( 72' Ka. Hendriks), Ellouzi                                             |

## Statistieken Excelsior 2023/24

### Tussenstand Excelsior in de Nederlandse Eredivisie Vrouwen 2023/24
| Stand | Gespeeld | Gewonnen | Gelijk | Verloren | Punten | Doelpunten voor | Doelpunten tegen | Gele kaarten | Rode kaarten |
| ----- | -------- | -------- | ------ | -------- | ------ | --------------- | ---------------- | ------------ | ------------ |
| 12e   | 22       | 2        | 5      | 15       | 11     | 20              | 53               | 24           | 0            |

### Topscorers
| #              | Naam                | Goal |
| -------------- | ------------------- | ---- |
| 1.             | Sabrine Ellouzi     | 6    |
| 2.             | Lynn Groenewegen    | 4    |
| 3.             | Dana Breewel        | 3    |
| 3.             | Kimberley Smit      | 3    |
| 5.             | Yara Helderman      | 1    |
| 5.             | Chelsea Homan       | 1    |
| 5.             | Rachel Kleine       | 1    |
| 5.             | Robine de Ridder    | 1    |
| Eigen doelpunt |                     |      |
| 1.             | Femke Liefting (AZ) | 1    |
| Totaal         | Totaal              | 20   |

| #      | Naam             | Goal |
| ------ | ---------------- | ---- |
| 1.     | Katelyn Hendriks | 4    |
| 2.     | Dana Breewel     | 2    |
| 3.     | Lynn Groenewegen | 1    |
| 3.     | Chelsea Homan    | 1    |
| 3.     | Kimberley Smit   | 1    |
| Totaal | Totaal           | 9    |

| #              | Naam                        | Goal |
| -------------- | --------------------------- | ---- |
| 1.             | Wendy Balfoort              | 2    |
| 1.             | Sabrine Ellouzi             | 2    |
| 3.             | Dana Breewel                | 1    |
| 3.             | Yentl van Goch              | 1    |
| 3.             | Lynn Groenewegen            | 1    |
| 3.             | Chelsea Homan               | 1    |
| 3.             | Bonny Lammers               | 1    |
| 3.             | Robine de Ridder            | 1    |
| 3.             | Kimberley Smit              | 1    |
| 3.             | Veerle van Spijk            | 1    |
| Eigen doelpunt |                             |      |
| 1.             | Nicole Stoop (ADO Den Haag) | 1    |
| Totaal         | Totaal                      | 13   |

### Kaarten
| #      | Naam                     | Kreeg geel |
| ------ | ------------------------ | ---------- |
| 1.     | Rachel Kleine            | 5          |
| 2.     | Yara Helderman           | 4          |
| 3.     | Sabrine Ellouzi          | 3          |
| 3.     | Yentl van Goch           | 3          |
| 5.     | Robine de Ridder         | 2          |
| 5.     | Kimberley Smit           | 2          |
| 7.     | Stephanie Coelho Aurélio | 1          |
| 7.     | Chelsea Homan            | 1          |
| 7.     | Fleur Mol                | 1          |
| 7.     | Isa Pothof               | 1          |
| 7.     | Lieve van Vliet          | 1          |
| Totaal | Totaal                   | 24         |

| #      | Naam   | Kreeg voor de tweede keer geel en dus rood |
| ------ | ------ | ------------------------------------------ |
| –      |        |                                            |
| Totaal | Totaal | 0                                          |

| #      | Naam   | Weggestuurd |
| ------ | ------ | ----------- |
| 1.     |        |             |
| Totaal | Totaal | '           |